# 澤野ミチル
澤野 ミチル（さわの みちる、10月18日 -）は、フロンティアコーポレーション所属のレースクイーン。ニックネームはチルチル。

## プロフィール
- 奈良県出身。
- 趣味・特技はゴルフ、マリンスポーツ、旅行、カラオケ。
- 取得している資格はダイビングライセンス、英検準二級、着付け一級、日本習字二段、普通自動車免許。

## レースクイーン
- MFJスーパーバイク、全日本モトクロス選手権 YAMAHA RACING レースクィーン
- GT選手権 WOODONE TOM'S レースクィーン
- フォーミュラ・ニッポン OIympic KONDO joule レースクィーン
- GT選手権 AMPREX motor sports レースクィーン

## キャンギャル
- 第一期 ミスZERO1 MAX ガール
- 須磨ビーチバレーボール大会ぴあカップBVガールズ
- アメリカンカーフｪスタイルイメージガール
- 「E－COLLECTION」ファッション＆ヘアーショウ

他

## メディア
TV
- Kitまんぞくクラブリポーター（スカイパーフェクTV）
- F1ランキング（毎日放送）

CM
- 大丸ギフトカード（朝日放送）
- スーパー銭湯 御陵天然温泉 亀の湯（テレビ大阪）